# Branenkosmologie
Die Branenkosmologie ist eine häufig (aber nicht nur) im Zusammenhang mit der Stringtheorie diskutierte Theorie, die davon ausgeht, dass neben den vier in der Kosmologie üblichen Raumzeitdimensionen noch eine oder mehrere zusätzliche Dimensionen (Extradimensionen) existieren. Die vierdimensionale Raumzeit ist somit eine Hyperebene, die sogenannte Bran (von Membran), die in eine höherdimensionale Raumzeit, den sogenannten Bulk, eingebettet ist. Gewöhnliche Materie ist auf der Bran gefangen, das heißt, sie kann nicht in die Extradimension(en)  entweichen. Die zusätzlichen Dimensionen sind deshalb im Alltag nicht wahrnehmbar. Sie haben allerdings Einfluss auf das Expansionsverhalten des Universums, was eine experimentelle Überprüfung dieses Sachverhalts ermöglicht.

## Geschichte
Bereits 1914 wurde von Gunnar Nordström und 1919 von Theodor Kaluza in einem Brief an Albert Einstein und 1926 auch von Oskar Klein eine fünfte Dimension vorgeschlagen (Kaluza-Klein-Theorie). Auf diese Weise wollten sie eine Vereinigung von Gravitation und elektromagnetischer Kraft erreichen. Die Idee der zusätzlichen Dimensionen wurde später von der Stringtheorie aufgegriffen. Diesen Theorien gemeinsam ist, dass die Extradimensionen kompaktifiziert sind, d. h. „aufgerollt“. Der Kompaktifizierungsradius liegt in etwa bei der Plancklänge. Dies bedeutet, dass die zusätzlichen Dimensionen derart klein sind, dass sie weder im Alltag, noch in bisherigen Experimenten wahrzunehmen sind. Ein Objekt, das sich in Richtung einer dieser Dimensionen bewegt, würde fast augenblicklich wieder an seinem Ausgangspunkt ankommen.
Erst gegen Ende der 1990er Jahre wurde ein Modell entwickelt, das Randall-Sundrum-Modell, das eine unendlich große bzw. makroskopisch große, also nicht kompaktifizierte, Extradimension ermöglichte. Ziel dieses Modells war es, das Hierarchieproblem zu lösen, d. h. eine Erklärung dafür zu finden, dass die Gravitation um Größenordnungen schwächer ist als die übrigen Wechselwirkungskräfte. Das Randall-Sundrum-Modell stellt das erste Branenmodell dar. Im Laufe der letzten Jahre wurde eine Vielzahl weiterer Modelle entwickelt, die sich in ihren Auswirkungen (z. B. auf die Expansion des Universums) zum Teil deutlich von dem ursprünglichen Modell unterscheiden. Die Branenkosmologie ist somit kein einheitliches theoretisches Gebilde, sondern besteht aus vielen verschiedenen Modellen.
Bislang wurden noch keine experimentellen Beweise einer weiteren Dimension gefunden. Die Analyse von Experimenten des Large Hadron Collider (LHC) am CERN im Dezember 2010 schränkt zudem die Möglichkeiten von Theorien mit unendlich großen Extradimensionen erheblich ein.